# 전용 콘솔

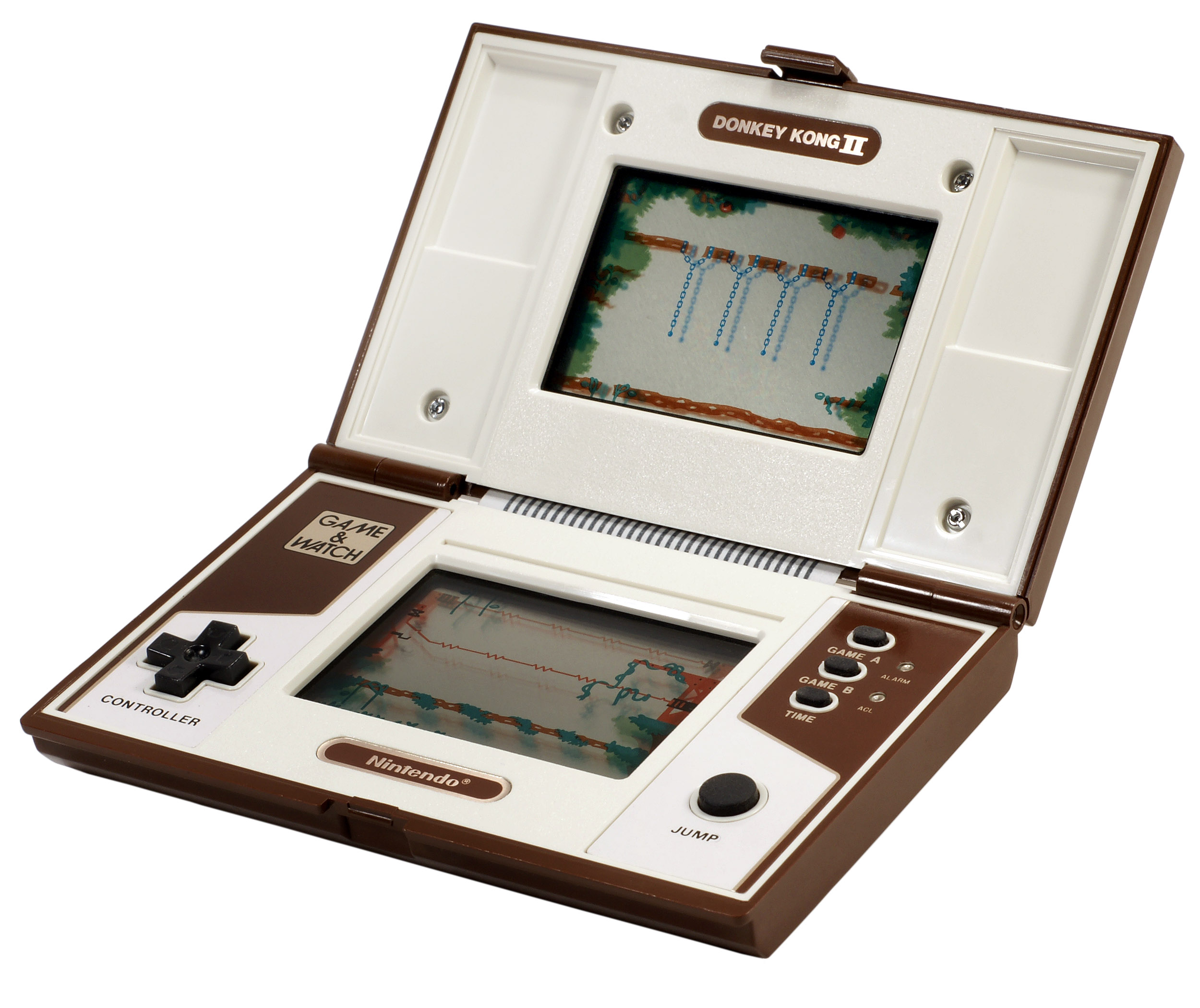

전용 콘솔(dedicated console)은 비디오 게임 콘솔의 한 종류로, 콘솔의 내장된 비디오 게임만 플레이할 수 있고 롬 카트리지, 디스크, 다운로드 등의 게임 저장매체 입력장치가 없는 콘솔이다.
전용 콘솔은 하나 이상의 내장 비디오 게임 또는 게임으로 제한되는 비디오 게임 콘솔이며 ROM 카트리지, 디스크, 다운로드 또는 기타 디지털 미디어를 통해 배포되는 추가 게임에는 적합하지 않다. 전용 콘솔은 ROM 카트리지를 사용하는 2세대 비디오 게임 콘솔로 점진적으로 대체될 때까지 1세대 비디오 게임 콘솔에서 매우 인기가 있었다.

## 역사
초기 가정용 비디오 게임 시스템의 대부분은 전용 콘솔이었으며 가장 널리 사용되는 퐁(Pong) 및 다수의 모방품이었다. 이후의 거의 모든 콘솔과 달리 이러한 시스템은 일반적으로 컴퓨터(CPU가 소프트웨어 일부를 실행하는 컴퓨터)가 아니라 하드와이어 게임 로직을 포함하고 있다.
1970년대 중반, 페어차일드 채널 F(Fairchild Channel F)로 시작하는 ROM 카트리지 기반 시스템은 아타리 2600의 성공으로 인해 2세대 비디오 게임 콘솔에서 두각을 나타냈다. 아케이드 시리즈는 1983년 비디오 게임이 폭락할 때까지 가정용 비디오 게임 콘솔 시장에서 계속해서 작은 존재를 유지했다. NES 이후 ROM 카트리지 기반 콘솔은 플레이스테이션과 같은 CD 기반 콘솔이 두각을 나타낼 때까지 1990년대 중반과 후반 국내 시장을 지배했다.

## 부활
그 후에, 1990년대 중반과 2000년대 초반에 레트로 게임 열풍이 불면서 여러가지 전용 콘솔들이 나타났으며, 중국, 대만, 홍콩 같은 곳에서 Brick Game 같은 휴대용 전용 콘솔들이 나타나 지금까지도 현역으로 활동한다.

## 같이 보기
- 비디오 게임 콘솔